# Philippe Mauguin
Pour les articles homonymes, voir Mauguin.
Vous pouvez aider à l'améliorer ou bien discuter des problèmes sur sa page de discussion.
- Il ne s’appuie pas, ou pas assez, sur des sources secondaires ou tertiaires. (Marqué depuis juillet 2016)
- Sa forme n’est pas encyclopédique et ressemble trop à un curriculum vitæ. Modifiez le texte pour aider à le transformer en article neutre. (Marqué depuis juillet 2016)

- Archive Wikiwix
- Bing
- Cairn
- DuckDuckGo
- E. Universalis
- Gallica
- Google
- G. Books
- G. News
- G. Scholar
- Persée
- Qwant
- (zh) Baidu
- (ru) Yandex
- (wd) trouver des œuvres sur Wikidata

Philippe Mauguin, né le 5 octobre 1963 à Montmorency, est un ingénieur général français des ponts, des eaux et des forêts, nommé président-directeur général (PDG) de l’Institut national de la recherche agronomique (INRA), à compter du 27 juillet 2016, succédant ainsi à François Houllier. À compter du 1er janvier 2020, il est nommé PDG de l'Institut national de recherche sur l'Agriculture, l'Alimentation et l'Environnement (INRAE), établissement issu de la fusion de l'INRA et d'IRSTEA. Le 24 octobre 2024, après un après-midi d’auditions le mardi 15 octobre devant les commissions des Affaires économiques du Sénat et de l’Assemblée nationale, il est renouvelé dans ses fonctions pour une durée de 4 ans.

## Biographie

### Formation professionnelle
Après une formation d'ingénieur agronome à l'Institut national agronomique Paris-Grignon dont il est diplômé en 1986, Philippe Mauguin est formé à l’École nationale du génie rural, des eaux et des forêts (1987). Il complète ses études par un diplôme d'études approfondies (DEA) en socio-économie de l'innovation (1989) et un 3e cycle en marketing industriel.

### Carrière
Dès la fin de ses études, il devient chargé d'audit à la direction de l'innovation du groupe Rhône-Poulenc (1986-87), puis chercheur au Centre de sociologie de l'innovation à l'École des mines de Paris (1987-89). En 1989, il devient responsable du secteur agro-alimentaire au ministère de la recherche, puis conseiller auprès du ministre de la recherche (1992-93). Il est nommé directeur de l’agriculture et des bioénergies à l'Agence de l’environnement et de la maîtrise de l'énergie (ADEME) entre 1993 et 1997.
Entre 1997 et 2002, il est conseiller chargé de l'agriculture, la forêt et l’alimentation du Premier ministre Lionel Jospin.
Il devient ensuite directeur de l’Institut national des appellations d’origine (INAO), fonction qu'il occupe jusqu'en mars 2006, date à laquelle il est nommé directeur régional et interdépartemental de l'alimentation, de l'agriculture et de la forêt (DRIAAF) d'Île-de-France. En mai 2009, il devient directeur des pêches maritimes et de l'aquaculture, au ministère de l'alimentation, de l'agriculture et de la pêche.
Entre 2012 et 2016, il occupe les fonctions de directeur de cabinet du ministre de l'Agriculture et porte-parole du gouvernement Stéphane Le Foll.
Le 5 juillet 2016, il devient président-directeur général (PDG) de l'INRA.
Sa nomination à la tête de l'INRA a donné lieu à des controverses : des élus de droite ont dénoncé des « conflits d'intérêts » et un « recasage » du collaborateur de Stéphane Le Foll, ministre proche du chef de l'État. Une pétition contre cette nomination a rassemblé près de 3 000 signatures, dont 1 900 personnels des équipes de l'INRA, qui dénonçaient le « parachutage politique » d'un ingénieur agronome non-titulaire d'un doctorat et n'ayant jamais dirigé de recherches scientifiques, contrairement à tous les anciens présidents de l'Institut,. François Houllier, chercheur internationalement reconnu, était alors candidat à sa succession, et son directeur de cabinet Jean-François Launay (dit Jeff Launay) se met en disponibilité de la Fonction publique pour protester contre cette nomination. Le 13 juillet, les commissions des Affaires économiques de l'Assemblée et du Sénat avaient donné un avis favorable à la nomination de M. Mauguin, après un vote relativement serré, surtout au Sénat,.
En avril 2017, il signe l'appel de directeurs d'instituts de recherche français à voter contre Marine Le Pen lors de l'élection présidentielle.
À partir de 2018, il conduit la fusion de l’INRA et d’IRSTEA donnant naissance à INRAE, Institut national de la recherche pour l’agriculture, l’alimentation et l’environnement, créé le 1er janvier 2020.
Dès la création, il est nommé PDG du nouvel institut qui compte près de 12 000 agents. Il est nommé pour 4 ans (2020-2024) par décret du 21 octobre 2020, après auditions et avoir reçu les avis favorables des commissions des affaires économiques de l'Assemblée nationale (29 juillet 2020 avec 30 voix pour et 1 abstention) et du Sénat (14 octobre 2020 avec 33 voix pour et 2 bulletins blancs). Il est reconduit à son poste le 24 octobre 2024 pour 4 ans.
Le début de son second mandat est marqué par l'adoption d'un plan stratégique pour le nouvel institut intitulé « INRAE 2030. Partageons la science et l'innovation pour un avenir durable ». Le second se définit par le maintien d'« une recherche au plus haut niveau mondial et d’intensifier les efforts de transfert et d’innovation dans un environnement marqué par la multiplication et l’amplification des crises, et par l’investissement massif dans la recherche des grandes puissances mondiales comme la Chine, les États-Unis, l’Inde ou le Brésil ».
En octobre 2022, le Haut Conseil de l'évaluation de la recherche et de l'enseignement supérieur (Hcéres) a porté une appréciation positive sur l'action menée : « Le comité souhaite souligner les efforts considérables menés par l'Inra et Irstea depuis les premières réflexions sur leur rapprochement en 2016 jusqu'à la création réussie d'INRAE en 2020 et l'élaboration du plan stratégique INRAE 2030. La création du nouvel établissement a permis de corriger certaines faiblesses des deux instituts fondateurs et INRAE dispose aujourd'hui de la masse critique de chercheuses et de chercheurs, d'atouts en recherche, en partenariat, en expertise et en appui aux politiques publiques ainsi que d'une vision et d'une stratégie claires, pour relever les défis de l'agriculture, de l'alimentation et de l'environnement de demain ».
Depuis fin 2023, il préside l'Agence de programme Agriculture et Alimentation durables, Forêts et Ressources Naturelles (Agralife) confiée à l'INRAE.

## Distinctions
- Chevalier de la Légion d'honneur le 14 avril 2017[21]